# Lại Mộ Bố
Lại Mộ Bố (tiếng Mãn: ᠯᠠᡳᠮᠪᡠ, chuyển tả: Laimbu, chữ Hán: 賴慕布, 26 tháng 1 năm 1611 - 23 tháng 6 năm 1646), Ái Tân Giác La, người Mãn Châu Chính Lam kỳ, là Hoàng tử và nhà quân sự thời kỳ đầu nhà Thanh.

## Cuộc đời
Lại Mộ Bố sinh vào giờ Tỵ, ngày 24 tháng 12 (âm lịch) năm Minh Vạn Lịch thứ 39 (1611), trong gia tộc Ái Tân Giác La. Ông là con trai thứ mười ba của Nỗ Nhĩ Cáp Xích, mẹ là Thứ phi Tây Lâm Giác La thị. Năm Thiên Thông thứ 8 (1634), ông nhậm chức Ngưu lục Chương kinh (tức Tá lĩnh). Năm Sùng Đức thứ 4 (1639), ông trở thành Nghị chính đại thần. Năm thứ 7 (1642), với thân phận "thuộc nhân", ông theo A Tế Cách tấn công quân Minh ở Ninh Viễn. Sau khi khải hoàn trở về, Hoàng Thái Cực đích thân ra nghênh đón, ban thưởng. A Tế Cách không nhận thưởng mà lập tức về nhà, bị hoạch tội. Ông cũng vì tội không can ngăn khuyên nhủ A Tế Cách mà bị cách chức, bãi Nghị chính đại thần.
Năm Thuận Trị thứ 2 (1645), ông được phong Phụng ân Tướng quân. Năm thứ 10 (1653), giờ Tỵ ngày 11 tháng 5, ông qua đời, được truy phong Phụ quốc công, thụy hiệu "Giới Trực" (介直).

## Phủ đệ
Sau khi nhập quan, phủ đệ của Lại Mộ Bố nằm ở phố Thiêu Tửu, bên trong Triêu Dương môn. Đại điện rộng 7 gian, phối lầu đông tây 7 gian, hậu điện 5 gian, sau tẩm thất có mái che, hậu tráo phòng 7 gian. Phủ đệ này sau khi con trai Lại Mộ Bố là Lai Hỗ bị cách tước, đã bị thu hồi, ban cho con trai thứ năm của Thánh Tổ là Dận Kỳ làm Hằng vương phủ. Sau này lại ban cho con trai thứ ba của Nhân Tông là Miên Khải là Đôn vương phủ.

## Tương quan
Sinh mẫu của Lại Mộ Bố là Thứ phi Tây Lâm Giác La thị, con gái của Phấn Đỗ Cáp Tư Cổ (奮杜里哈斯古). Năm 1610 kết hôn với Nỗ Nhĩ Cáp Xích, và sinh lại Mộ Bố vào năm 1611, năm sinh và năm mất đều không rõ. Theo nghiên cứu của tiên sinh Đỗ Gia Ký, mặc dù Tây Lâm Giác La thị trong ghi chép sau này là "Thứ phi", nhưng từ lúc đầu lại không được xếp vào thê thiếp của Nỗ Nhĩ Cáp Xích mà chỉ là "thị tỳ". Cũng vì vậy mà Lại Mộ Bố trở thành người có xuất thân thấp nhất trong các người con của Nỗ Nhĩ Cáp Xích, trở thành "thuộc nhân" của A Tế Cách.

## Gia quyến

### Thê thiếp
- Đích thê: Nạp Lạt thị (纳喇氏), con gái của Bác Đa Lễ (博多礼).
- Thiếp: 
  - Phú Sát thị (富察氏), con gái của Phú Đức (富德).
  - Dương thị (杨氏), con gái của Dương Văn Hưng (杨文兴).
- Ngoại thất: Bác Nhĩ Tế Cát Đặc thị (博尔济吉特氏), con gái của Hải Long (海隆) thuộc Khoa Nhĩ Thấm.

### Hậu duệ
1. Lai Hỗ (來祜, 1625 - 1693), mẹ là Đích thê Nạp Lạt thị. Năm 1646 tập Phụng ân Tướng quân, sau tấn Tam đẳng Trấn quốc Tướng quân. Năm 1651 tấn Phụ quốc công, sau bị cách tước (1669)
  - Thê thiếp:
    - Đích thê:
      - Nguyên phối: Y Nhĩ Căn Giác La thị (伊尔根觉罗氏), con gái của Bác Tể Hách Phí Dương Cổ (博济赫费杨古).
      - Kế thất: Bác Nhĩ Tế Cát Đặc thị (博尔济吉特氏), con gái của Tử tước Cố Nhĩ Bố Thập (古爾布什) – Ngạch phò của Công chúa Tùng Cổ Đồ.
      - Tam thú thê: Qua Nhĩ Giai thị (瓜尔佳氏), con gái của Ngao Bái.
      - Tứ thú thê: Phú Sát thị (富察氏), con gái của An Châu Lễ (安珠礼).
      - Ngũ thú thê: Vương Giai thị (王佳氏), con gái của Vương Cơ Trọng (王基重).

    - Thiếp: 
      - Lý thị (李氏), con gái của Tắc Lặc (塞勒).
      - Lý thị (李氏), con gái của Lý Hào (李豪).
      - Vương thị (王氏), con gái của Vương Cách (王格).

  - Hậu duệ: 
    1. Lặc Khắc Đức (勒克德, 1644 - 1668), mẹ là Lý thị (con gái Tắc Lặc). Năm 1660 thụ Đầu đẳng Thị vệ phẩm cấp. Có bốn con trai.
    2. Bảo Thông (寶通, 1650 - 1711), mẹ là Lý thị (con gái Tắc Lặc). Có mười con trai.
    3. Lại Độ (來度, 1653 - 1681), mẹ là Bác Nhĩ Tế Cát Đặc thị. Năm 1667 thụ phong Tam đẳng Phụ quốc Tướng quân. Có một con trai.
    4. Loại Đạt (類達, 1660 - 1666), mẹ là Qua Nhĩ Giai thị. Chết yểu.
    5. Ái Châu (愛珠, 1663 - 1723), mẹ là Qua Nhĩ Giai thị. Năm 1698 thụ Tam đẳng Thị vệ, sau bị cách thối (1701). Có ba con trai.
    6. Lai Thư (來舒, 1666 - 1667), mẹ là Qua Nhĩ Giai thị. Chết yểu.
    7. Ái Đô (愛都, 1667 - 1698), mẹ là Qua Nhĩ Giai thị. Có một con trai.
    8. Thụ Thụ (受綬, 1669 - 1686), mẹ là Qua Nhĩ Giai thị. Mất sớm, vô tự.
    9. Ái Phủ (愛撫, 1670 - 1711), mẹ là Phú Sát thị. Vô tự.
    10. Lai Bảo (來保, 1681 - 1693), mẹ là Vương Giai thị. Chết yểu.